# Spoorlijn 90
Spoorlijn 90 is de spoorlijn tussen de Belgische plaatsen Denderleeuw en Jurbeke (Jurbise). Vroeger liep de lijn door tot Saint-Ghislain.
Op het baanvak Jurbeke - Saint-Ghislain werd het reizigersverkeer opgeheven omstreeks 1940; de sporen werden opgebroken in 1959. In de omgeving van Baudour is nog een gedeelte van de bedding met metalen spoorwegbrug en spoorweghuisjes bewaard gebleven.

## Geschiedenis
Het gedeelte Maffle – Jurbise werd geopend op 29 september 1847 en op 30 oktober 1847 het baanvak Ath – Maffle. Op 9 april 1855 volgde het gedeelte Geraardsbergen - Aat, daarna Denderleeuw - Aat op 1 december 1855. Als laatste werd het baanvak Jurbeke - Saint-Ghislain geopend op 1 maart 1876.

## Treindiensten
De NMBS verzorgt het personenvervoer met L-, piekuur- en ICT-treinen.
Het traject Denderleeuw - Ninove - Geraardsbergen maakt deel uit van het Gewestelijk ExpresNet van Brussel.
Vanaf 13 december 2021:
| Treintype | Verbinding                                                                       | Opmerkingen                                                                                         |
| --------- | -------------------------------------------------------------------------------- | --------------------------------------------------------------------------------------------------- |
| L 29      | Geraardsbergen - Jurbeke - Bergen (- Quévy)                                      | Rijdt tijdens de week Geraardsbergen - Bergen Rijdt in het weekend Geraardsbergen - Bergen - Quévy. |
| S 6       | Denderleeuw - Brussel - Schaarbeek                                               | Rijdt 1×/dag tijdens de schoolperiode verder naar Ottignies.                                        |
| S 6       | (Aalst -) Denderleeuw - Ninove - Geraardsbergen                                  | Tijdens de spitsuren, 1 keer per dag Aalst-Geraardsbergen.                                          |
| P         | Geraardsbergen - Aat                                                             | Rijdt enkel op schooldagen.                                                                         |
| P         | Geraardsbergen - Aat - Bergen                                                    | Rijdt enkel op schooldagen.                                                                         |
| P         | Geraardsbergen - Denderleeuw - Gent-Sint-Pieters                                 | |
| P         | Geraardsbergen - Ninove - Denderleeuw                                            | Tijdens de spitsuren. Twee ritten stoppen enkel in Geraardsbergen, Ninove en Denderleeuw.           |
| ICT       | Gent-Sint-Pieters - Aalst - Ninove - Geraardsbergen - Cambron-Casteau (- Bergen) | Rijdt enkel in de vakantieperiodes in het weekend bij opening van Pairi Daiza.                      |
| ICT       | Ath - Cambron-Casteau - Bergen                                                   | Rijdt enkel in de vakantieperiodes in het weekend bij opening van Pairi Daiza.                      |
| ICT       | Schaarbeek - Brussel- Halle - Edingen - Cambron-Casteau (- Jurbeke)              | Rijdt enkel in de vakantieperiodes in het weekend bij opening van Pairi Daiza.                      |

## Aansluitingen
In de volgende plaatsen is of was er een aansluiting op de volgende spoorlijnen:
Denderleeuw
Spoorlijn 50 tussen Brussel-Noord en Gent-Sint-Pieters
Spoorlijn 50A/2 tussen Y Sint-Katarina-Lombeek en Denderleeuw
Spoorlijn 50A/3 tussen Denderleeuw en Y Welle
Spoorlijn 89 tussen Denderleeuw en Y Zandberg
Ninove
Spoorlijn 280 tussen Ninove en Industriezone Stad
Geraardsbergen
Spoorlijn 122 tussen Y Melle en Geraardsbergen
Spoorlijn 123 tussen Geraardsbergen en 's-Gravenbrakel
Lessen
Spoorlijn 87 tussen Zullik en Doornik
Y Blok 19
Spoorlijn 94/1 tussen Y Irchonwelz en Y Blok 19
Aat
Spoorlijn 81 tussen Blaton en Aat
Spoorlijn 94 tussen Halle en Blandain
Spoorlijn 287 tussen Aat en Gellingen
Maffle
Spoorlijn 100 tussen Saint-Ghislain en Maffle
Y Lens
Spoorlijn 96/2 tussen Y Jurbeke en Y Lens
Jurbeke
Spoorlijn 96 tussen Brussel-Zuid en Quévy
Y Erbisoeul
Spoorlijn 96 tussen Brussel-Zuid en Quévy
Y Criquelion
Spoorlijn 100 tussen Saint-Ghislain en Maffle
Saint-Ghislain
Spoorlijn 78 tussen Saint-Ghislain en Doornik
Spoorlijn 97 tussen Bergen en Quiévrain
Spoorlijn 99 tussen Saint-Ghislain en Warquignies
Spoorlijn 100 tussen Saint-Ghislain en Maffle
Spoorlijn 102 tussen Saint-Ghislain en Frameries
Spoorlijn 245 tussen Saint-Ghislain en Saint-Ghislain Rivage

## Verbindingsspoor
90/1: Y Blok 15bis (lijn 90) - Lessen-Carrières (lijn 87)

## Lijn 90C
Sinds 2017 heeft het gedeelte tussen Aat en Jurbeke lijnnummer 90C.

## Lijn 235
Tot het opbreken van de sporen heeft het gedeelte van de lijn tussen Y Erbisoeul en Erbisoeul nummer 235 gedragen. Daarna is het nummer 235 in gebruik genomen voor de goederenspoorlijn van Frameries aan lijn 102 naar raccordement Craibel.